# Ángel Alarcón
Ángel Alarcón, né le 15 mai 2004 à Castelldefels en Espagne, est un footballeur espagnol qui évolue actuellement au poste d'attaquant au FC Porto B.

## Biographie

### En club
Né à Castelldefels en Espagne, Ángel Alarcón commence le football à l'UD Vista Alegre avant d'être est formé par le RCD Espanyol puis de rejoindre le club rival du FC Barcelone en 2018, pour y poursuivre sa formation. Lors de la saison 2020-2021 il est intégré à l'équipe B du FC Barcelone.
Ángel Alarcón fait sa première apparition en équipe première lors d'une rencontre de coupe d'Espagne face à l'AD Ceuta FC. Il entre en jeu et Barcelone l'emporte par cinq buts à zéro,. Il joue son premier match de Liga le 19 février 2023 face au Cádiz CF. Il entre en jeu et son équipe s'impose par deux buts à zéro.
Ángel Alarcón est sacré champion d'Espagne lors de la saison 2022-23.

### En sélection
Ángel Alarcón représente l'équipe d'Espagne des moins de 16 ans de 2019 à 2020. Au total il joue neuf matchs et marque cinq buts avec cette sélection.
Avec les moins de 19 ans, Alarcón est notamment l'auteur d'un doublé contre le Luxembourg le 25 mars 2023, contribuant ainsi à la victoire de son équipe par quatre buts à zéro.

## Palmarès
Avec le FC Barcelone, il est champion d'Espagne en 2023.